# Ptilinop encaputxat oriental
El ptilinop encaputxat oriental (Ptilinopus gestroi) és una espècie d'ocell de la família dels colúmbids.

## Hàbitat i distribució
Habita en boscos tropicals i subtropicals humits de terres baixes i de muntanya del centre i est de Nova Guinea.